# Projeto Vanguard

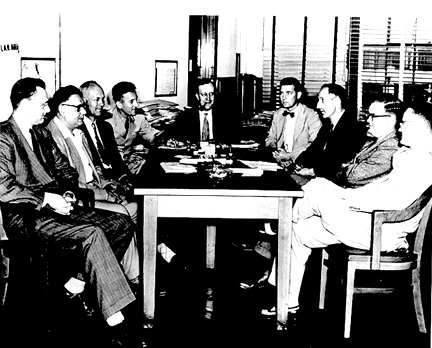
A equipe do Projeto Vanguard reunida em Washington.

O Projeto Vanguard foi um programa espacial, conduzido pelos Estados Unidos, por meio do Naval Research Laboratory (NRL), cuja intenção era lançar o primeiro satélite em órbita do mundo, usando um foguete Vanguard como veículo lançador a partir da Estação da Força Aérea de Cabo Canaveral, Flórida.

## Antecedentes[2]

### Sobre foguetes

Teste estático (sem decolar) do foguete Vanguard (janeiro de 1958).

O foguete Vanguard foi criado com a intenção de ser o primeiro veículo lançador que os Estados Unidos poderiam usar para colocar um satélite em órbita. No entanto, a "Crise do Sputnik", causada pelo lançamento do Sputnik 1 e a falha do Vanguard TV3, levaram o governo americano a optar pelo satélite Explorer 1 usando o foguete Juno I, fazendo com que o Vanguard 1 se tornasse apenas o segundo satélite americano.
Depois da Segunda Guerra Mundial, devido ao impacto causado pelo míssil V-2 nos círculos militares, o interesse pela tecnologia de foguetes começou a se desenvolver nos Estados Unidos. Alguns cientistas enxergaram nos foguetes uma excelente ferramenta para pesquisas em grandes altitudes. Com o auxílio de uma centena de cientistas alemães várias iniciativas sobre o desenvolvimento de foguetes localmente tiveram início. E a partir dos resultados de lançamentos de um estoque de V-2 capturadas, e como esse estoque era limitado, já em 1946, surgiu a necessidade do desenvolvimento de foguetes para substituí-las. O primeiro desses foguetes, foi Aerobee, projetado pelo Applied Physics Laboratory (APL) da Universidade Johns Hopkins.
Em 1947, o Naval Research Laboratory (NRL) propôs a construção de um foguete para substituir a V-2 no programa de foguetes de sondagem Norte americano. Esse novo foguete, inicialmente chamado de Neptune e em seguida rebatizado como Viking, era menor que a V-2, porém mais potente, podendo levar cargas úteis maiores a cerca de 240 km de altitude com um alto grau de estabilidade. Doze desses foguetes foram lançados entre 1949 e 1955. Outros grupos se beneficiaram do programa de americano de lançamentos de V-2: um deles foi o Exército, que começou a trabalhar no seu míssil Redstone depois de 1950, e a Força Aérea, que começou a trabalhar no Atlas em 1954. Paralelo a esses, o Instituto de Tecnologia da Califórnia desenvolveu o foguete de pesquisas WAC Corporal.

### Sobre satélites

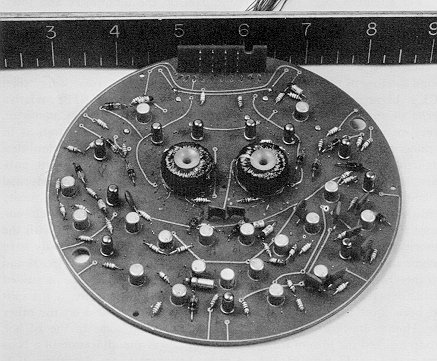
Circuito eletrônico do satélite Vanguard 1.

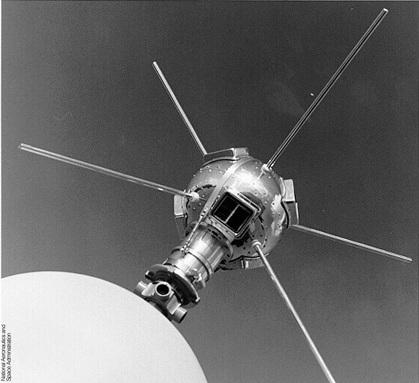
O satélite Vanguard 1.

Os satélites Vanguard eram esferas de alumínio, variando de 16,5 cm de diâmetro e 1,47 kg de peso a a 50,8 cm de diâmetro e 22,7 kg de peso. Sua principal característica foi o uso de energia solar, sendo que a permanência em órbita estimada do Vanguard 1 é de 240 anos!
Apesar da ênfase em desenvolver novos foguetes no período pós guerra, algumas iniciativas e estudos incipientes sobre satélites tiveram início. Um dos primeiros foi proposto pelo Bureau of Aeronautics da Marinha. Em Outubro de 1945, um comitê recomendou a execução de um programa de satélites de pesquisa. O Instituto de Tecnologia da Califórnia e a Aerojet Corporation receberam a incumbência de determinar se um projeto desse tipo seria tecnicamente possível usando o foguete de apenas um estágio proposto pela marinha.
Em 1946, a Marinha levou esse projeto para a Força Aérea, sugerindo um programa de satélite conjunto para facilitar o financiamento. Apesar da ideia parecer promissora, a Força Aérea informou que não poderia trabalhar em cooperação. Nesse meio tempo, a Força Aérea criou o projeto RAND (que mais tarde se tornou a RAND Corporation) para iniciar o estudo de viabilidade de um programa de satélites. Essa iniciativa gerou um documento chamado "Preliminary Design of an Experimental World-Circling Spaceship". Essa proposta identificou o satélite como sendo uma arma, tendo em vista que só dessa maneira eles conseguiriam financiamento.
Em Outubro de 1946, a RAND publicou um estudo adicional chamado "The Time Factor in The Satellite Program", no qual foi dada ênfase nos fatores psicológicos e políticos resultantes do lançamento do primeiro satélite do Mundo. Quando o Departamento de Defesa (DoD) foi criado em 1947, nenhum das armas foi autorizada a prosseguir com seus estudos sobre satélites. A Força Aérea interrompeu o seu programa em meados de 1947, mas o retomou em 1949. Na mesma época a Marinha interrompeu os seus estudos por falta de fundos. No início de 1948 o DoD revisou os programa de satélite existentes, mas novamente concluiu que nenhum dos dois programas, nem o da Marinha nem o da Força Aérea, havia estabelecido haviam estabelecido um objetivo científico ou militar que justificasse o alto investimento.
A RAND Corporation foi profética em relação ao impacto psicológico do lançamento do primeiro satélite que ela enfatizou em 1946, afirmando que um satélite seria um "instrumento de estratégia política". Quando a União Soviética lançou o Sputnik I em Outubro de 1957, ele teve exatamente o impacto que a RAND havia previsto, só que ao contrário, colocando os Estados Unidos para trás sofrendo uma queda na opinião pública mundial. Só depois dessa derrota em termos de propaganda o governo do Estados Unidos entendeu completamente a enorme importância daqueles estudos iniciais sobre satélites, pois na época dos primeiros Sputniks, existia um programa de satélites nos Estados Unidos.

### Ano geofísico internacional

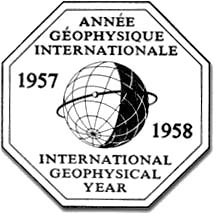

Enquanto o desenvolvimento de mísseis e propostas de satélites progrediam nas forças armadas, um importante impulso foi dado ao uso cientifico da tecnologia de foguetes. Em 1951 a American Rocket Society (ARS) havia crescido a ponto de "sua voz ser ouvida". Em 1954, um comitê da ARS propôs que o governo financia-se o desenvolvimento de pequenos satélites científicos e usasse foguetes desenvolvidos pelas forças armadas para lançá-los.
Um comitê da Academia Nacional de Ciências, ao fazer os planos para o Ano Geofísico Internacional (IGY), recomendou a inclusão do lançamento de pequenos satélites nas atividades. A possibilidade dos Estados Unidos lançar um satélite como parte de sua contribuição ao Ano Geofísico Internacional foi considerada.
Em 1954, o Ano Geofísico Internacional do período (1957-1958), foi proposto, e entre as atividades propostas, estava o lançamento de satélites artificiais. Tanto os Estados Unidos e a União Soviética aceitaram essa proposta. Em 29 de Julho de 1955 a Casa Branca anunciou que os Estados Unidos iriam lançar pequenos satélites não tripulados como parte de sua participação no Ano Geofísico Internacional. No dia seguinte, a União soviética fez o mesmo.

## Histórico[2]

### O início
O anúncio da proposta de lançamento de satélites feito pela Casa Branca foi resultado de um esforço coordenado entra a National Academy of Sciences (NAS), a National Science Foundation (NSF) e o Department of Defense (DoD). Ficou determinado que a NAS iria determinar os experimentos que seriam conduzidos. A NSF iria fornecer os fundos necessários e o DoD iria lançar o satélite. Um comitê foi criado no DoD para definir como o satélite seria lançado.
Esse comitê examinou três propostas: uma baseada no ainda incompleto míssil Atlas, outra no míssil Redstone (projeto Orbiter), e outra no foguete Viking. Esse último era baseado na experiência com foguetes de sondagem do Naval Research Laboratory (NRL) e da Martin Company. Em essência, essa proposta iria usar o foguete Viking como primeiro estágio, um Aerobee como segundo e um foguete ainda não definido com terceiro.
Depois de uma longa deliberação, o comitê recomendou essa última proposta em Agosto de 1955. A decisão foi aceita e ratificada pelo comitê político do DoD. O programa de satélite dos Estados Unidos para o IGY sob gerenciamento da Marinha e acompanhamento do DoD foi estabelecido e designado "Projeto Vanguard".
- A opção Atlas.
- A opção Redstone.
- A opção Vanguard.

### Características do projeto
- Objetivos:
  - Desenvolver e lançar um veículo lançador de satélites.
  - Colocar no mínimo um satélite em órbita durante o IGY.
  - Executar um experimento científico com o satélite.
  - Rastrear o voo do satélite para demonstrar que ele atingiu a órbita pretendida.

- Critérios:
- O primeiro estágio seria baseado no foguete Viking.
- O segundo estágio deveria ser um foguete Aerobee melhorado.
- O terceiro estágio deveria ser um foguete a combustível sólido pesando cerca de 225 kg.
- No topo desse veículo, deveria ser colocada uma coifa cônica de cerca de 9 kg com a carga útil contendo os experimentos.

Nota: esse terceiro estágio seria uma evolução considerável na tecnologia de combustíveis sólidos existente.

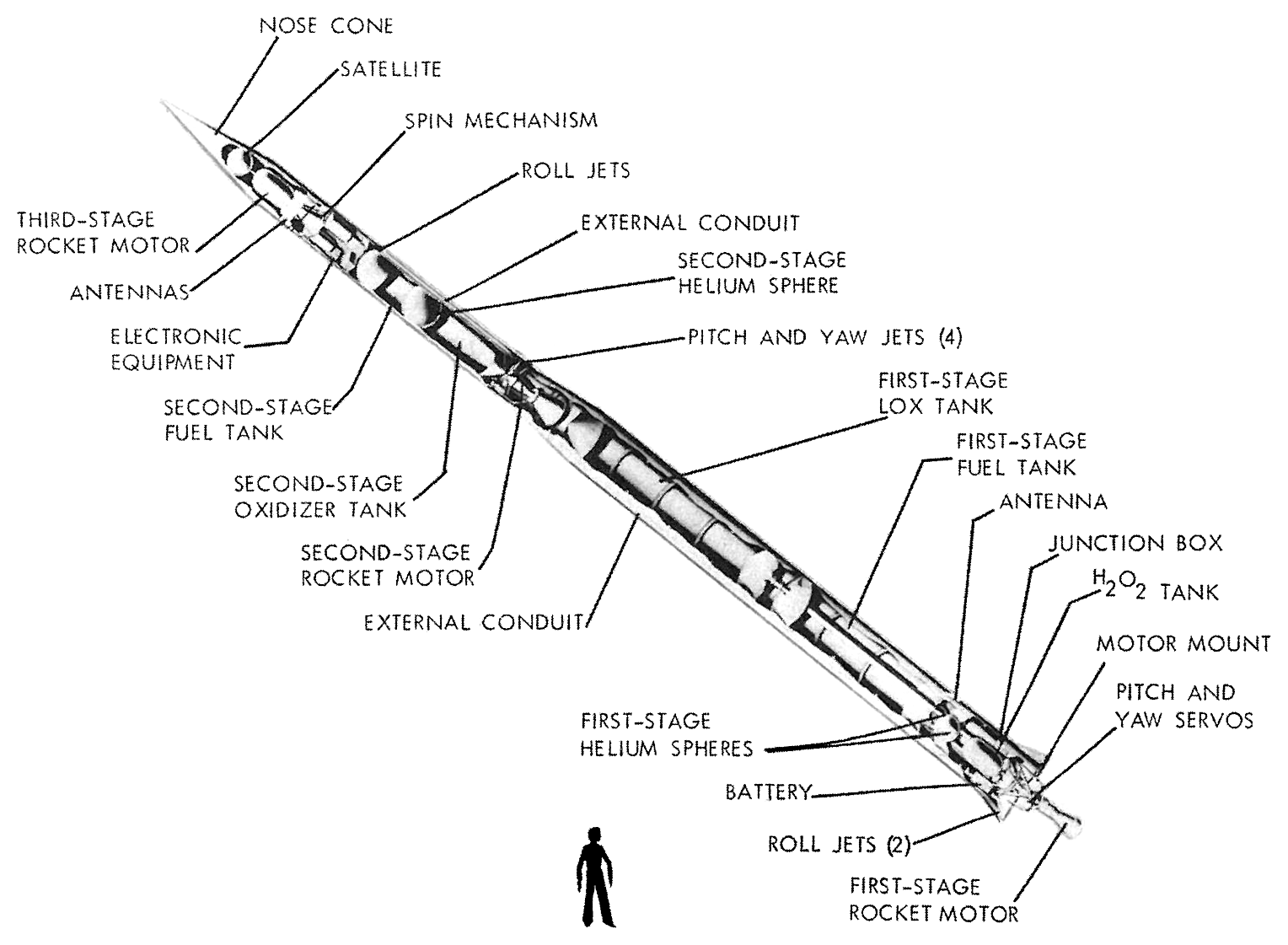
Os componentes do Projeto Vanguard.

### Desenvolvimento (foguete)

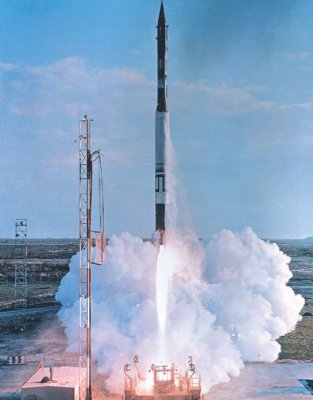
Um Foguete Vanguard no lançamento.

Em 9 de Setembro de 1955, o Projeto Vanguard foi oficialmente autorizado com uma notificação do Departamento de Defesa (DoD) à Secretaria da Marinha para prosseguir com o projeto, que deveria ser concluído sem uma apropriação de recursos específica liberada pelo Congresso. Todos os fundos viriam de um fundo de emergência da Secretaria da Defesa. Apenas depois do lançamento do Sputnik, quando o projeto Vanguard já estava nos estágios finais de conclusão, o Congresso autorizou a Secretaria de Defesa a tornar disponíveis fundos adicionais reprogramando o orçamento de Defesa. Dois anos, 6 meses e 8 dias depois que o DoD autorizou o projeto, o primeiro satélite Vanguard foi lançado com sucesso (17/03/1958).
No NLR, foi constituída uma força tarefa especial liderada pelo Dr. John P. Hagen para conduzir o Projeto Vanguard. A primeira tarefa desse grupo foi especificar detalhadamente as características e os desafios do projeto, pois muitas das suas necessidades demandariam o desenvolvimento de tecnologias completamente inovadores. Tratava-se de um "sistema completo de exploração espacial", compreendendo: veículo lançador, satélite, instrumentação de experimentos e emissão de sinal, plataforma de lançamento, estações de rastreio e telemetria, processamento de dados, etc., etc.
Além dos problemas e dificuldades conhecidas, a equipe do Dr Hagen precisou lidar com dificuldades inesperadas. Um exemplo disso, foi o fato da equipe que desenvolveu o foguete Viking ter sido desmantelada. Soube-se mais tarde que a Martin Company, escolhida pela Marinha para construir o foguete Vanguard, foi escolhida também como principal contratante pela Força Aérea para desenvolver o míssil ICBM de segunda geração o Titan. Com isso, alguns dos principais engenheiros do Viking foram deslocados para o projeto da Aeronáutica, o que foi uma completa surpresa para o Dr. Hagen.
Além disso, algumas exigências da National Academy of Sciences dificultaram ainda mais o processo. Um exemplo foi a exigência de que o satélite tivesse a forma de uma esfera de cerca de 75 cm, quando a intenção da equipe era a de lançar um simples cone com instrumentos. A equipe do Vanguard concordou em alterar o projeto para lançar uma esfera de cerca de 50 cm, mas isso obrigou uma revisão completa no projeto do segundo estágio, que deveria ter um diâmetro maior. Em Março de 1956, a revisão do projeto do foguete Vanguard estava completa e um calendário de produção de seis veículos de teste e sete veículos de lançamento de satélites foi preparado.
Como principal contratante do projeto, a Martin Company ficou responsável pela construção do primeiro estágio; a Aerojet Corporation foi subcontratada para a construção do segundo estágio; e a Grand Central Rocket Company e o Allegany Ballistics Laboratory, que foram subcontratados para construir o terceiro estágio, partiram para desenhos e soluções diferentes para o terceiro estágio. A integração dessa diversidade de soluções acabou sendo mais um desafio a ser suplantado.

### Desenvolvimento (infraestrutura)

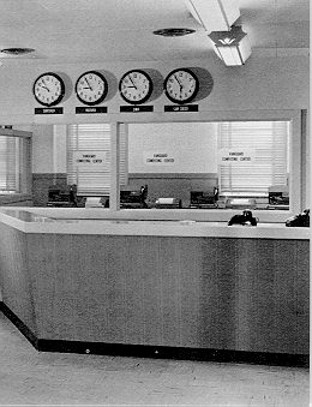
Sala de controle do Projeto Vanguard.

Dois problemas ainda estavam por ser solucionados: escolher o local de lançamento e criar o sistema de rastreamento necessário para monitorar o voo e receber dados do satélite. Devido ao empuxo disponível no foguete, era praticamente obrigatório um lançamento em direção ao Leste, para aproveitar o movimento de rotação da Terra. A opção óbvia era a costa Leste dos Estados Unidos, o que facilitaria a queda dos estágios descartados no oceano. Essa opção no entanto, descartava a base de White Sands no Novo México, onde as instalações de lançamento do foguete Viking estavam disponíveis. A escolha da base de Cabo Canaveral, foi praticamente uma consequência, mas houve uma certa resistência do Exército em dividir as suas instalações com a Marinha, forçando a construção de estruturas completamente novas para o projeto Vanguard naquele local.
Diferente dos mísseis da época, o Vanguard era um foguete multi estágios, necessitando pontos de controle bem longe do ponto de lançamento para garantir a colocação do satélite na órbita correta. Até mesmo uma torre de serviço não estava disponível, obrigando o grupo Vanguard a desmontar a torre do Viking em White Sands, transportá-la e remontá-la em Cabo Canaveral.
As unidades de rastreamento seriam um outro problema. Dois tipos de rastreio eram necessários: o eletrônico e o ótico. O eletrônico necessitava de um conjunto de estações em terra equipadas com: transmissores/receptores de sinais de rádio, controle de tempo, e aquisição de dados (telemetria). Essas estações deveriam estar prontas antes do primeiro lançamento e espalhadas ao redor do Mundo para prover a cobertura orbital considerada necessária. A Bendix Corporation foi contratada Para a construção desse sistema, que mais tarde ficou conhecido como Minitrack (de Minimum weight tracking), porque ele necessitava apenas de um sistema bem simples e leve de transmissão no satélite. Um sistema de estações de rastreamento ótico foi criado e gerenciado pelo Smithsonian Astrophysical Observatory (SAO). Uma rede de comunicação baseada no Naval Research Laboratory em Washington, D.C. coordenava as atividades de 13 estações Minitrack e 12 estações óticas do SAO. Esse conjunto de estações, foi um outro fator determinante para a decisão do Presidente em favor do projeto Vanguard na Marinha em relação ao Orbiter do Exercito. A proposta do Exército, não apresentava nenhum plano para rastrear o seu satélite, enquanto a proposta da Marinha apresentava uma solução completa, com veículo lançador, satélite, base de lançamento e estações de rastreamento. Na época do primeiro lançamento, o grupo responsável pelo projeto Vanguard, havia construído o primeiro sistema completo de lançamento de satélites Norte americano praticamente do nada.

### Desenvolvimento (satélite)
O satélite Vanguard era sem dúvida o menor dos artefatos, mas o mais importante do projeto. Sem ele em órbita nenhum resultado seria mensurável.
Devido as suas limitações de peso e tamanho, os cientistas foram obrigados a adotar no satélite Vanguard as soluções mais avançadas possíveis. Ele fazia farto uso de circuitos transistorizados e nos modelos que se tornaram operacionais, fizeram uso de células solares como fonte de alimentação, o que lhes garantiu uma vida útil maior.
Os primeiros modelos já tinham um alto grau de sofisticação, usando  apesar de não usarem células solares e sim baterias. Faziam uso extensivo de transistores desenvolvidos pela Bell Labs e fabricados pela Western Electric. Os satélites Vanguard eram construídos tendo como base esferas de alumínio com pequenas janelas ao redor da esfera para os sensores, havia 4 antenas saindo do seu corpo e internamente, os instrumentos e circuitos de rádio ficavam alojados num cilindro protetor.
- Esquema do Vanguard 1.
- Esquema do Vanguard 2.
- Esquema do Vanguard 3.

### Execução
Doze foguetes Viking foram construídos e lançados durante o programa de foguetes de sondagem de alta atmosfera conduzido pelo NRL. Os Vikings 13 e 14, foram usados nos veículos de teste do projeto Vanguard, os TV-0 e TV-1 respectivamente. Em 8 de Dezembro de 1956, o TV-0 foi lançado com sucesso de Cabo Canaveral, atingindo 202 km de altitude e caindo no oceano a 294 km de distância. O TV-1 lançado em 1 de Maio de 1957, era um modelo redesenhado, sendo o primeiro estágio o Viking 14 e o segundo estágio, era na verdade, o que mais tarde viria a ser o terceiro estágio do veículo lançador de satélites. O lançamento foi bem sucedido e o segundo estágio se separou, foi acionado e funcionou como esperado, levando uma coifa cônica com instrumentos 724 km distante. Esse foi considerado um marco: um estágio superior movido a combustível sólido foi acionado em voo e a viabilidade do foguete Vanguard foi comprovada.
Em Julho de 1957, foi feita uma mudança importante no projeto. O NRL determinou a substituição dos pacotes com instrumentos usados até então nos veículos de teste com cerca de 50 cm, por pequenos satélites também em forma de esfera, porém com apenas 15 cm de diâmetro. Essa atitude, deixou clara a mudança de prioridade do teste dos veículos para o lançamento mais breve dos satélites. Essa alteração não chegou a ser feita no TV-2, o primeiro dos foguetes Vanguard completo construído, que estava na plataforma de lançamento em processo de verificação pré lançamento quando, em 4 de Outubro de 1957, foi anunciado que a União Soviética havia lançado o primeiro satélite artificial da Terra as 7:30 da manhã, horário de Tyuratam partindo do Cosmódromo de Baikonur.
Em resposta ao sucesso do lançamento do Sputnik 1, em 4 de Outubro de 1957, e ao que se convencionou chamar de "Crise do Sputnik", os Estados unidos deram andamento aos dois projetos em paralelo, sendo o projeto Vanguard o prioritário e o Programa Explorer, uma espécie de "plano B". Com os sucessivos problemas no desenvolvimento do projeto Vanguard e a falha espetacular da missão Vanguard TV3, os Estados Unidos voltaram a sua prioridade ao Programa Explorer. Na época, o alto escalão da CIA e o presidente Eisenhower, estavam cientes dos progressos do programa Sputnik, através de imagens obtidas por aviões de espionagem.
Em conjunto, a ABMA e o Jet Propulsion Laboratory (JPL) construíram o Explorer 1 em 84 dias e o lançaram em 31 de janeiro de 1958. Mas antes desse lançamento, a União Soviética lançou um segundo satélite, o Sputnik 2, em 3 de novembro de 1957, seguido de uma falha espetacular na tentativa de lançamento do Vanguard TV3 em 6 dezembro de 1957, aprofundaram ainda mais a consternação do povo em relação a posição do país na corrida espacial.
Em 17 de março de 1958, o Vanguard 1 se tornou o segundo satélite colocado em órbita pelos Estados Unidos. Ele foi o primeiro satélite alimentado por energia solar. Com apenas 15 cm de diâmetro e 1,4 kg de peso, o Vanguard 1 foi descrito em tom sarcástico pelo então premir soviético Nikita Khrushchev, como "The grapefruit satellite", algo como: "o satélite melão".
Justamente por ser pequeno, leve, e esférico, o Vanguard 1 se tornou o satélite mais antigo ainda em órbita, enquanto seus predecessores dos programas Sputnik e Explorer não se sustentaram por muito tempo.

## Legado[3]
Depois das sucessivas falhas iniciais, a Martin Company e o NRL prepararam o foguete TV-4 para o voo bem sucedido que colocou em órbita o satélite Vanguard 1. Esse satélite de apenas 1,4 kg possuía dois radiotransmissores: uma alimentado por baterias e outro pelas células solares. O transmissor alimentado pelas baterias, funcionou por 29 dias, enquanto o alimentado pelas células solares permaneceu ativo por vários anos. Essa foi a primeira vês que células solares foram usadas para alimentar os instrumentos de um satélite. Apesar do Vanguard 1 não carregar nenhum experimento científico, a análise cuidadosa da sua órbita permitiu aos cientistas determinar a forma correta da superfície da Terra, que não é uma esfera perfeita, e áreas de concentração de massa. Entre outras coisas, eles descobriram que a Terra tem um formato que lembra vagamente o formato de uma pera.
O próximo foguete, o TV-5, foi o primeiro a carregar uma satélite Vanguard completamente operacional, com 50 cm de diâmetro, 9 kg de peso, e carregando instrumentos científicos. Ele falhou. Na sequencia, ocorreram mais três falhas, até que o SLV-4 teve sucesso em orbitar o Vanguard 2 em 17 de Fevereiro de 1959, tornando-se a primeira missão operacional do projeto. Ele carregava fotocélulas para medir a luz do Sol refletida pela superfície da Terra ou pelas camadas de nuvens. O Vanguard 2, oscilou em sua órbita, o que dificultou a interpretação dos dados pelos cientistas, mas uma vez identificado o problema eles conseguiram criar um mapa da cobertura de nuvens da Terra. Por conta disso, o Vanguard 2 pode ser considerado de forma grosseira, como o primeiro satélite meteorológico.
Duas outras falhas se seguiram até que o TV-4BU conseguiu orbitar o Vanguard 3 em 18 de Setembro de 1959. Em termos de características físicas, o Vanguard 3 era semelhante ao seu antecessor. No entanto, carregava um magnetômetro, um detector de raio-X e 4 tipos diferentes de detectores de micrometeoroides, que era uma das principais preocupações dos projetistas de satélites da época. Com esse conjunto de instrumentos, o Vanguard 3 pesava 24 kg, e transmitiu dados durante 84 dias. Isso concluiu o Projeto Vanguard.
Quando a NASA foi criada em Outubro de 1958, duzentos membros da equipe do projeto Vanguard passaram para a nova agência civil. Eles formaram o núcleo que viria a se tornar o Goddard Space Flight Center, que em pouco tempo se tornou o principal centro de pesquisas espaciais da NASA.

## Histórico dos lançamentos
Como planejado originalmente, veículos de teste do Vanguard, identificados como TV-0 a TV-5, iriam preceder os modelos de lançamento de produção, identificados como SLV-1 a SLV-6; no total, deveriam ocorrer doze lançamentos, mas por causa de alterações de engenharia na carga útil em termos de: formato, peso e tamanho algumas falhas nos lançamentos e a pressão constante gerada pelo bip transmitido pelo Sputnik 1 na faixa de 20 a 40 Mhz para todo o Mundo, o planejamento original de lançamentos foi acelerado e acabou se expandindo para quatorze tentativas com o lançamento de dois veículos de teste de reserva, o TV-3BU e o TV-4BU.
Em todas as três tentativas bem sucedidas, o satélite foi colocado na órbita pretendida e uma quantidade significativa de dados geofísicos, atmosféricos e sobre o espaço exterior próximo foram obtidos para processamento e análise.
O primeiro voo do foguete Vanguard, com apenas um estágio, num voo suborbital bem sucedido, identificado como TV-0, ocorreu em 8 de dezembro de 1956. Em 1 de maio de 1957, num outro voo suborbital, o veículo de teste de dois estágios identificado como TV-1 foi lançado com sucesso. O Vanguard TV-2, um outro teste suborbital, o primeiro com 3 estágios, foi lançado em 23 de outubro de 1957.
| Lançamentos do Projeto Vanguard |         |          |                         |                                                                                        |
| Número                          | Projeto | Estágios | Data                    | Resultado                                                                              |
| 1                               | TV-0    | 1        | 8 de Dezembro de 1956   | Teste bem sucedido do primeiro estágio e sistemas de controle                          |
| 2                               | TV-1    | 2        | 1 de Maio de 1957       | Teste bem sucedido do terceiro estágio e sistemas de separação                         |
| 3                               | TV-2    | 3        | 23 de Outubro de 1957   | Teste bem sucedido do foguete completo com segundo e terceiro estágios inertes         |
| 4                               | TV-3    | 3        | 6 de Dezembro de 1957   | Falhou em orbitar um satélite de 1,36 kg (explodiu no lançamento)                      |
| 5                               | TV-3BU  | 3        | 5 de Fevereiro de 1958  | Falhou em orbitar um satélite de 1,36 kg (se desintegrou depois de 57 segundos de voo) |
| 6                               | TV-4    | 3        | 17 de Março de 1958     | Sucesso em orbitar um satélite de 1,47 kg - tornou-se o Vanguard 1                     |
| 7                               | TV-5    | 3        | 28 de Abril de 1958     | Falhou em orbitar um satélite de 9,98 kg (problemas no segundo e terceiro estágios)    |
| 8                               | SLV-1   | 3        | 27 de Maio de 1958      | Falhou em orbitar um satélite de 9,98 kg (problemas no sistema de controle)            |
| 9                               | SLV-2   | 3        | 26 de Junho de 1958     | Falhou em orbitar um satélite de 9,98 kg (problemas no segundo e terceiro estágios)    |
| 10                              | SLV-3   | 3        | 26 de Setembro de 1958  | Falhou em orbitar um satélite de 9,98 kg (problemas no segundo estágio)                |
| 11                              | SLV-4   | 3        | 17 de Fevereiro de 1959 | Sucesso em orbitar um satélite de 10,8 kg - tornou-se o Vanguard 2                     |
| 12                              | SLV-5   | 3        | 13 de Abril de 1959     | Falhou em orbitar um satélite de 10,3 kg (problemas no segundo estágio)                |
| 13                              | SLV-6   | 3        | 22 de Junho de 1959     | Falhou em orbitar um satélite de 10,3 kg (problemas no segundo estágio)                |
| 14                              | TV-4BU  | 3        | 18 de Setembro de 1959  | Sucesso em orbitar um satélite de 22,7 kg - tornou-se o Vanguard 3                     |

Os termos TV e SLV, significam: Test Vehicle e Satellite Launch Vehicle respectivamente. Os que obtiveram êxito, foram chamados simplesmente
de Vanguard.